# I cigni di Leonardo
I cigni di Leonardo (Leonardo's Swans) è un romanzo storico di Karen Essex. Pubblicato nel 2006 dall'editore Doubleday, ha avuto decine di ristampe e traduzioni, tanto da essere accomunato, come "successo pop", a La ragazza con l’orecchino di perla di Tracy Chevalier. In Italia è stato pubblicato nel 2006 da Bompiani; dal 2007 è disponibile anche in edizione "tascabile".

## Trama
Il romanzo narra le rivalità tra le due potenti sorelle estensi, Beatrice e Isabella, principesse della Casa di Ferrara, che gareggiavano per le attenzioni sia del Duca di Milano che di Leonardo da Vinci, quando l'artista era pittore di corte nell'Alto Rinascimento. Sono inclusi anche estratti dai diari e dalle lettere di Leonardo, che riflettono il contenuto di ogni capitolo. 

## Critica
Il Washington Post ha elogiato il ritratto di Leonardo da parte dell'Essex. "Il personaggio di Leonardo è una delle grandi sorprese di questo libro, e nel ritrarlo l'autore non sembra mai impegnarsi nell'opportunismo post-Dan Brown. Al lettore può essere costantemente ricordato il genio di Leonardo, ma è una figura sobria, una mente brillante ma disorganizzata, la cui intelligenza lo rende interessato ad avviare innumerevoli progetti ma in grado di finirne pochi. Uno dei piaceri della lettura di questo libro è imparare la storia segreta dietro dipinti come L'Ultima Cena e La Vergine delle Rocce.